# قصف
القصف هو هجوم بنيران المدفعية الموجهة ضد التحصينات أو المدن أوالمباني أو كتيبة عسكرية.
كان هذا المصطلح قبل الحرب العالمية الأولى يطبق على قصف أهداف غير محمية، أو منازل أو مباني العامة، إلا أن المصطلح يستخدم بشكل واسع لوصف الهجمات المدفعية على الحصون أو مواقع محصنة للتحضير لإعتداءات من قبل المشاة. ثم أصبح هذا المصطلح يعني أي هجوم شامل تقوم به قذائف مدفعية قصيرة المدى أو التكتيكية، وكذلك القصف الجوي. إذا ألقيت من قبل طائرات أو صواريخ بعيدة المدى.

## في الحروب التاريخية
كان القصف في الحروب التاريخية القديمة قبل أختراع المدفع هي القصف بسلاح المنجنيق، على القلاع والحصون وحتى الجيوش المكشوفة.